# Atlas (robot)

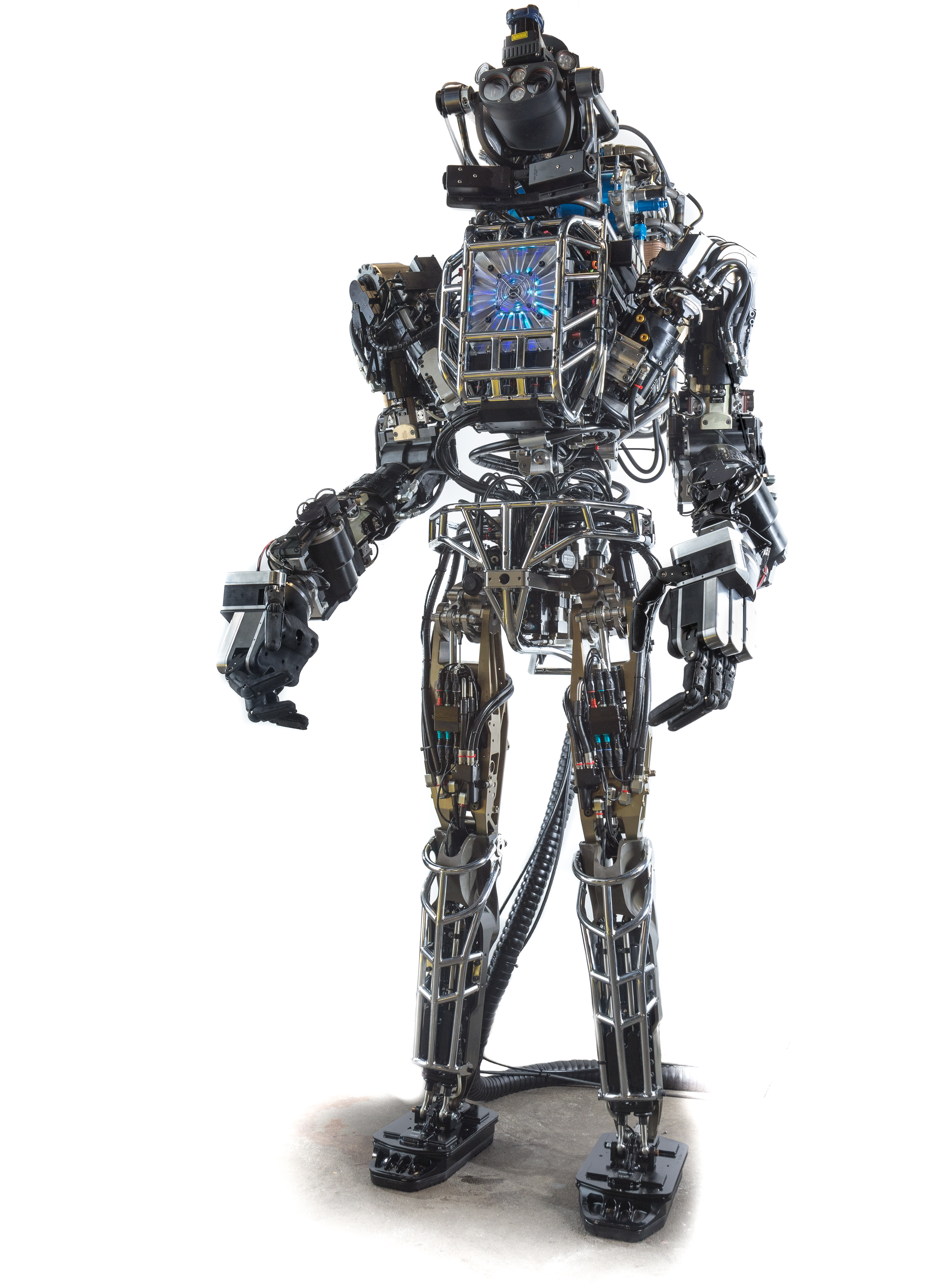
Robot Atlas

Atlas je dvounohý humanoidní robot vyvíjený americkou společností Boston Dynamics ve spolupráci s agenturou DARPA. Robot vysoký 1,88 m, vážící 156,5 kg má sloužit pro vyhledávání a záchranu osob.
V současné době (únor 2022) pracuje výrobce na dokončení samostatnosti robota, aby se mohl zúčastnit soutěže DARPA Robotics Challenge v červnu 2025.
Robot byl představen veřejnosti v červenci 2020.
Robot existuje ve dvou verzích, první byla pouze upoutaná a nebyla schopna samostatného provozu. Nová verze, prezentovaná v lednu 2022 se vyznačuje především nezávislým napájením s pomocí baterií (Lithium-iontový akumulátor-li-pol) o kapacitě 3,7 kWh, která umožní provoz po dobu přibližně jedné hodiny. Nová verze se vyznačuje tišším provozem díky nové hydraulice a také větší silou a obratností.

## Zajímavost
Robot Atlas má 107 hydraulických kloubů.